# Rhinoclavis alexandri
Rhinoclavis alexandri is een slakkensoort uit de familie van de Cerithiidae. De wetenschappelijke naam van de soort is voor het eerst geldig gepubliceerd in 1923 door Tomlin als Cerithium alexandri.